# Meselech Melkamu
Meselech Melkamu Haileyesus (Debre Marqos, 19 april 1985) is een Ethiopische langeafstandsloopster, die zich heeft gespecialiseerd in de 5000 m. Op deze afstand werd ze Afrikaans kampioene, Ethiopisch kampioene en wereldkampioene bij de junioren. Ook kan ze goed uit de voeten op het onderdeel veldlopen. Sinds 2009 heeft zij bovendien het Afrikaanse record op de 10.000 m in handen, gelopen in Utrecht.

## Biografie

### Twee wereldtitels bij de junioren
Haar eerste successen behaalde Melkamu in 2004 met het winnen van de 5000 m op de wereldkampioenschappen voor junioren in Grosseto. In datzelfde jaar won ze ook de titel bij de WK veldlopen voor junioren. Op de wereldkampioenschappen van 2005 in Helsinki viste ze met een vierde plaats net naast de medailles. Voor haar eindigden haar landgenotes Tirunesh Dibaba (goud), Meseret Defar (zilver) en Ejegayehu Dibaba (brons).
Op de wereldkampioenschappen veldlopen van 2007 in het Keniaanse Mombassa werd ze in 26.48 individueel derde en met het Ethiopische team in het landenklassement eerste. De wedstrijd, die in een temperatuur van 34 graden Celsius werd gelopen, werd op overtuigende wijze gewonnen door de Nederlandse Lornah Kiplagat, die hiermee voor het eerst in haar sportcarrière wereldkampioene veldlopen werd.

### Afrikaans kampioene
Op de wereldindoorkampioenschappen van 2008 in het Spaanse Valencia behaalde Melkamu op de 3000 m een zilveren medaille. Met een tijd van 8.41,50 eindigde ze achter haar landgenote Meseret Defar (goud; 8.38,79) en voor de Marokkaanse Mariem Alaoui Selsouli (brons; 8.41,66). Tijdens de Afrikaanse kampioenschappen van 2008 in Addis Abeba versloeg ze op de 5000 m in een boemelrace haar lange tijd ongeslagen landgenote Meseret Defar. Defar werd door haar verslagen in de eindsprint en had de grootst mogelijke moeite om het zilver te bemachtigen. De Keniaanse Grace Momanyi liep namelijk dezelfde tijd (15.50,19) als de Ethiopische wereldkampioene, maar de finishfoto besliste in het voordeel van Defar. Op de Olympische Spelen van 2008 in Peking plaatste ze zich op de 5000 m voor de finale, waarin ze een achtste plaats behaalde in 15.49,03.

### Afrikaans record in Utrecht
Op 14 juni 2009 liep Melkamu in Utrecht de op een na beste tijd ooit op de 10.000 m; alleen het (omstreden) wereldrecord van Wang Junxia is sneller. Ze bracht haar persoonlijk record van 31.04,93 naar 29.53,80, verbeterde het Afrikaanse record van landgenote Tirunesh Dibaba (29.54,66) en werd daarmee de vierde vrouw die de 10.000 m binnen het half uur gelopen heeft. Extra cachet krijgt de prestatie, doordat ze het grootste deel van de race alleen liep, zonder hazen.

### Geklopt door Keniaanse rivales
In augustus 2009 zag het er op de eerste dag van de wereldkampioenschappen in Berlijn naar uit, dat de zege op de 10.000 m Ethiopië niet kon ontgaan. Eerst leek Meseret Defar, die lange tijd in het spoor had gelopen van de Keniaanse Linet Masai, de beste papieren te hebben, toen die in de laatste ronde naar de winst sprintte. Nadat die echter vlak voor de finish haar snelheid was kwijtgeraakt, nam Melkamu de leiding over. Geen van beiden had evenwel een antwoord op de felle eindsprint die Masai er op het laatste rechte eind wist uit te persen. De Keniaanse won in 30.51,24, gevolgd door Melkamu in 30.51,34. Op de 5000 m werden de Ethiopische deelneemsters nog duidelijker dan op de dubbele afstand 'weggezet' door de Keniaanse loopsters. Terwijl dit keer Vivian Cheruiyot (goud in 14.57,97) en Sylvia Kibet (zilver in 14.58,33) aan het langste eind trokken, wist alleen Meseret Defar (3e in 14.58,41) eremetaal voor Ethiopië te veroveren en eindigde Meselech Melkamu in 15.03,72 op een roemloze vijfde plaats.

### Vijfde bronzen plak op WK veldlopen
In 2010 was het voornaamste wapenfeit van Meselech Melkamu haar bronzen plak (haar vijfde in even zovele jaren!) bij de WK veldlopen in het Poolse Bydgoszcz. Net als het jaar ervoor in Amman hield zij bij de vrouwen de eer voor Ethiopië hoog, want beide malen overheersten de Keniaanse atletes. Op de Afrikaanse kampioenschappen in juli in Nairobi verkoos ze dit keer uit te komen op de 10.000 m en veroverde hierop de zilveren medaille.
Later dat jaar kwam zij in actie in Tilburg, waar zij de Ladies Run 10K, onderdeel van de Tilburg Ten Miles, won.

### Voor de eer van Ethiopië
In 2011 was Melkamu opnieuw de atlete die op de grote toernooien voor Ethiopië de kastanjes uit het vuur haalde, al leverde haar dit deze keer geen enkel eremetaal op. Bij de WK veldlopen in Punta Umbria moest ze, naast de Keniaanse atletes Vivian Cheruiyot en Linet Masai, ook de Amerikaanse Shalane Flanagan voor zich dulden en restte haar een eerloze vierde plaats. Op de WK in Daegua, later dat jaar, werd ze op de 10.000 m zelfs naar een vijfde plaats terugverwezen. Maar hier waren het dan ook de Keniaanse atletes die volledig de dienst uitmaakten, met wederom Vivian Cheruiyot (goud) en Linet Masai (brons), aangevuld door Sally Kipyego (tweede) en Priscah Cherono (vierde).

### Marathonloopster
Melkamu liep in 2012 haar marathondebuut bij de marathon van Frankfurt. Ze was hier zeer succesvol. Na 35 kilometer liep ze weg van haar concurrentes en ze snelde uiteindelijk naar de overwinning en een parcoursrecord van 2:21.01, wat het snelste marathondebuut was op de eerste marathons van Paula Radcliffe en Lucy Kabuu na.
Begin 2013 eindigde Melkamu als vijfde tijdens de Marathon van Londen. Hiermee dwong ze kwalificatie af voor de WK van 2013 in Moskou. Daar liep Melkamu lang in de kopgroep, maar ze moest uiteindelijk na 37 kilometer opgeven. Het herstel verliep zo spoedig, dat Melkamu al gauw aangaf de marathon van Frankfurt te willen lopen om proberen opnieuw te winnen. Uiteindelijk kwam het niet tot deelname aan deze wedstrijd. Begin 2014 deed Melkamu wel weer een marathon: de marathon van Dubai. Ze eindigde hier achter Mulu Seboka als tweede in 2:25.01.
In 2015 won ze de marathon van Daegu in een tijd van 2:27.24. In 2016 werd ze derde tijdens de marathon van Dubai in een tijd van 2:22.29

## Titels
- Afrikaans kampioene 5000 m - 2008
- Ethiopisch kampioene 5000 m - 2004
- Wereldjeugdkampioene 5000 m - 2004
- Wereldjeugdkampioene veldlopen - 2004

## Persoonlijke records
Outdoor
| Onderdeel   | Prestatie     | Datum            | Plaats            |
| ----------- | ------------- | ---------------- | ----------------- |
| 1500 m      | 4.07,52       | 11 mei 2007      | Doha              |
| 1 Eng. mijl | 4.33,94       | 15 juni 2003     | Villeneuve-d'Ascq |
| 3000 m      | 8.34,73       | 19 augustus 2005 | Zürich            |
| 5000 m      | 14.31,91      | 23 mei 2010      | Shanghai          |
| 10.000 m    | 29.53,80 (AR) | 14 juni 2009     | Utrecht           |

Weg
| Onderdeel      | Prestatie | Datum            | Plaats         |
| -------------- | --------- | ---------------- | -------------- |
| 10 km          | 31.18     | 15 februari 2013 | Ras al-Khaimah |
| 15 km          | 47.55     | 15 februari 2013 | Ras al-Khaimah |
| 20 km          | 1:04.33   | 15 februari 2013 | Ras al-Khaimah |
| halve marathon | 1:08.05   | 15 februari 2013 | Ras al-Khaimah |
| 25 km          | 1:23.23   | 28 oktober 2012  | Frankfurt      |
| 30 km          | 1:39.58   | 28 oktober 2012  | Frankfurt      |
| marathon       | 2:21.01   | 28 oktober 2012  | Frankfurt      |

Indoor
| Onderdeel | Prestatie | Datum           | Plaats    |
| --------- | --------- | --------------- | --------- |
| 3000 m    | 8.23,74   | 3 februari 2007 | Stuttgart |

## Prestaties

### 3000 m
- 2005: 5e Wereldatletiekfinale - 8.50,42
- 2008:  WK indoor - 8.41,50

### 5000 m
Kampioenschappen
- 2004:  WJK - 15.21,52
- 2005: 4e WK - 14.43,47
- 2006: 6e Afrikaanse kamp. - 16.01,09
- 2006: 6e Wereldatletiekfinale - 16.08,03
- 2007: 6e WK - 15.01,42
- 2007: 5e Wereldatletiekfinale - 15.06,20
- 2008:  Afrikaanse kamp. - 15.49,81
- 2008: 8e OS - 15.49,03
- 2009: 5e WK - 15.03,72
- 2009: 9e Wereldatletiekfinale - 15.32,58

Golden League-podiumplekken
- 2006:  ISTAF – 15.05,82
- 2007:  Meeting Gaz de France – 15.24,19
- 2007:  ISTAF – 14.53,89
- 2008:  Golden Gala – 14.38,78
- 2009:  Bislett Games – 14.37,50

Diamond League-podiumplekken
- 2010:  Shanghai Golden Grand Prix – 14.31,91

### 10.000 m
- 2009:  WR-Festival te Utrecht - 29.53,80 (AR)
- 2009:  WK - 30.51,34
- 2010:  Afrikaanse kamp. - 31.55,50
- 2011: 5e WK - 30.56,55

### 10 km
- 2010:  Tilburg Ten Miles - 31.33

### 15 km
- 2016:  Montferland Run - 50.13

### 10 Eng. mijl
- 2016: 4e Dam tot Damloop - 53.12

### halve marathon
- 2013: 7e halve marathon van Ras al-Khaimah - 1:08.05

### marathon
- 2012:  marathon van Frankfurt - 2:21.01
- 2013: 5e marathon van Londen - 2:25.46
- 2013: DNF WK
- 2014:  marathon van Dubai - 2:25.23
- 2014: 4e Boston Marathon - 2:21.28 (na DSQ van Rita Jeptoo)
- 2015:  marathon van Daegu - 2:27.24
- 2016:  marathon van Dubai - 2:22.29
- 2016:  marathon van Hamburg - 2:21.55
- 2016:  marathon van Amsterdam - 2:23.21

### overige afstanden
- 2008:  4 Mijl van Groningen - 20.05
- 2009:  4 Mijl van Groningen - 19.51
- 2010:  4 Mijl van Groningen - 19.46

### veldlopen
- 2003: 4e WK junioren in Lausanne - 20.33
- 2004:  WK junioren in Brussel - 20.48
- 2004:  Oost-Afrikaanse kamp. - 21.08
- 2005: 6e WK korte afstand in Saint-Galmier - 13.28
- 2005: 4e WK lange afstand in Saint-Galmier - 26.39
- 2006:  WK korte afstand in Fukuoka - 12.54
- 2006:  WK lange afstand in Fukuoka - 25.38
- 2007:  WK in Mombassa - 26.48
- 2008: 9e WK in Edinburgh - 25.51
- 2009:  WK in Amman - 26.19
- 2010:  WK in Bydgoszcz - 24.26
- 2011: 4e WK in Punta Umbria - 25.18